# Titanoboa
Titanoboa – rodzaj olbrzymiego węża żyjącego na terenach obecnej Ameryki Południowej w okresie paleocenu (ok. 60–58 mln lat temu).
Jego szczątki odkryto na terenie kopalni węgla w Cerrejo w północnej Kolumbii. Długość ciała 12–15 m, masa ok. 1140 kg, średnica ciała ok. 1 m w najszerszym miejscu. Ponieważ był on większy od dzisiejszych węży, naukowcy doszli do wniosku, że w tym czasie w tropikach na terenie Ameryki Południowej musiała panować temperatura wyższa niż obecne 28 °C. Średnia temperatura roczna na obszarze, w którym żyły prehistoryczne gady, szacowana jest na 30–34 °C. Głównie polował na ryby.